# U-867
| U-867                      | U-867                                                                      | U-867                                                                      |
| -------------------------- | -------------------------------------------------------------------------- | -------------------------------------------------------------------------- |
|                            |                                                                            |                                                                            |
|                            |                                                                            |                                                                            |
|                            |                                                                            |                                                                            |
| Під прапором               | Третій рейх                                                                | Третій рейх                                                                |
| Спуск на воду              | 24 серпня 1943 року                                                        | 24 серпня 1943 року                                                        |
| Виведений зі складу флоту  | 19 вересня 1944 року                                                       | 19 вересня 1944 року                                                       |
| Сучасний статус            | затоплений                                                                 | затоплений                                                                 |
| Проєкт                     |                                                                            |                                                                            |
| Тип ПЧ                     | Дизельний підводний човен                                                  | Дизельний підводний човен                                                  |
| Основні характеристики     |                                                                            |                                                                            |
| Швидкість (надводна)       | 19 вузлів                                                                  | 19 вузлів                                                                  |
| Швидкість (підводна)       | 7,3 вузла                                                                  | 7,3 вузла                                                                  |
| Гранична глибина занурення | 230 м                                                                      | 230 м                                                                      |
| Екіпаж                     | 48 осіб                                                                    | 48 осіб                                                                    |
| Розміри                    |                                                                            |                                                                            |
| Довжина найбільша (по КВЛ) | 76,8 м                                                                     | 76,8 м                                                                     |
| Ширина корпусу найб.       | 6,9 м                                                                      | 6,9 м                                                                      |
| Висота                     | 9,6м                                                                       | 9,6м                                                                       |
| Середня осадка (по КВЛ)    | 4,7 м                                                                      | 4,7 м                                                                      |
| Водотоннажність надводна   | 1144 т                                                                     | 1144 т                                                                     |
| Озброєння                  |                                                                            |                                                                            |
| Артилерія                  | 1 × 88-мм палубна гармата SK C/32                                          | 1 × 88-мм палубна гармата SK C/32                                          |
| Торпедно- мінне озброєння  | 4 носових і два кормових ТА. 22 торпеди або 44 міни TMA чи 66 TMB          | 4 носових і два кормових ТА. 22 торпеди або 44 міни TMA чи 66 TMB          |
| ППО                        | 1 × 37-мм зенітна гармата SKC/30 2 (1 × 2) × 20-мм зенітні гармати FlaK 30 | 1 × 37-мм зенітна гармата SKC/30 2 (1 × 2) × 20-мм зенітні гармати FlaK 30 |

U-867 — німецький підводний човен типу IXC/40 часів Другої світової війни.
Замовлення на будівництво човна було віддане 25 серпня 1941 року. Човен був закладений на верфі «AG Weser» у Бремені 5 лютого 1943 року під заводським номером 1075, спущений на воду 24 серпня 1943 року, 12 грудня 1943 року увійшов до складу 4-ї флотилії. За час служби також входив до складу 11-ї флотилії. Єдиним командиром човна був капітан-цур-зее Арфед фон Мюлендаль.
За час служби човен зробив 1 бойовий похід, у якому не потопив та не пошкодив жодного судна.
Затонув 19 вересня 1944 року в Норвезькому морі північно-західніше Бергену (61°57′ пн. ш. 02°22′ сх. д. / 61.950° пн. ш. 2.367° сх. д.) після завданих човну важких ушкоджень від глибинних бомб британського бомбардувальника «Ліберейтор». Усі 60 членів екіпажу загинули..